# Rio do Sul
Rio do Sul es un municipio brasileño del estado de Santa Catarina. Tiene una población estimada al 2022 de 72 587 habitantes. Es el municipio cabecera de la Región metropolitana del Alto Valle de Itajaí.
Recibió el estado de municipio por la ley estatal nº 1.708 del 10 de octubre de 1930, con territorio desmembrado de Blumenau.
Una postal es su iglesia principal (Catedral de San Juan Bautista), construida por los Salesianos. Otros edificios importantes son el Ponte dos Arcos, la Estación de Ferrocarril y algunos edificios de estilo alemán. También en el municipio se encuentra el lugar donde nace el río Itajaí-Açu (de la unión de los ríos Itajaí do Sul e Itajaí do Oeste).
Rio do Sul tiene una fuerte influencia germánica e italiana en la cultura de su gente, tanto en la arquitectura como en las costumbres locales. Es común encontrar en barrios y pueblos más remotos personas que aún conservan la gastronomía y la lengua de sus antepasados de una manera presente en su vida cotidiana.

## Historia
Fue colonizada a principios del Siglo XX como parte del plan estatal de poblar el interior de Santa Catarina. Adoptó el nombre de Rio do Sul en 1931.

## Inundaciones
Rio do Sul tiene una larga historia de inundaciones.
Las mayores inundaciones registradas en los últimos años son las de 1983 (13,58 metros), 1984 (12,80), 2011 (12,96), octubre de 2023 (11,86) y noviembre de 2023 (13,04), causando muchos daños y destrucción.
Otra inundación importante ocurrió en septiembre de 2013, en la que el nivel del agua alcanzó los 10,39 metros; en octubre de 2015, cuando el nivel del río alcanzó los 10,71 metros; y en junio de 2017, cuando alcanzó los 10,89 metros.